# بی هیل (فلوریدا)
بی هیل (به انگلیسی: Bay Hill) یک منطقهٔ مسکونی در ایالات متحده آمریکا است که در شهرستان اورنج، فلوریدا واقع شده‌است. بی هیل ۶٫۴ کیلومتر مربع مساحت و ۴٬۸۸۴ نفر جمعیت دارد و ۳۰ متر بالاتر از سطح دریا قرار دارد.